# عقداء هجينة
العَقداء الهجينة نوع نباتي يتبع جنس العَقداء من الفصيلة السفندرية.